# Doktor Müller
Doktor Müller är en fiktiv karaktär skapad av tecknaren Hergé och medverkar i flera av Hergés verk om Tintin. Müller ägnar sig mer åt kriminella affärer än att utöva läkekonsten, fast i albumet Den svarta ön berättar Dr. Müller för Tintin att han är direktör för ett sinnessjukhus, varpå man kan anta att han är psykiater. Det antyds också att på Müllers sinnessjukhus kommer patienterna in friska men ut sinnessjuka.
I albumet Den svarta ön är Doktor Müller inblandad i en falskmyntarliga och gör allt han kan för att röja Tintin ur vägen.
Dr. Müller är också med i äventyret Det svarta guldet, där han på uppdrag samverkar med en grupp terrorister och kidnappar även Emiren Muhammed Ben Kalish Ezabs son Abdallah som inte gör det lätt för sin kidnappare med sina bustricks.
Man kan även se honom i äventyret Koks i lasten där han kallar sig själv för Mull Pascha.
I Den svarta ön har Dr. Müller tangorabatt och pipskägg, men i Det svarta guldet har han anlagt helskägg.
I Belvisions version från 1970-talet är han vithårig, men i den senare serien, som skapades av Nelvana, har han mörkt hår.

## Alias
- Professor Smith, Det svarta guldet
- Mull Pascha, Koks i lasten